# Telecaribe (Venezuela)
Telecaribe fue un canal de televisión abierta venezolano que emitía para los estados Anzoátegui, Nueva Esparta, Sucre y Monagas.

## Historia
Telecaribe fue lanzado el 2 de febrero de 1989 en Porlamar, Nueva Esparta donde emitía por la señal del canal 12 en VHF. Posteriormente amplió su cobertura a los Estados Anzoátegui (por el canal 9 VHF), Sucre, Bolívar Ciudad Bolívar canal 30 UHF y Ciudad Guayana canal 38 UHF y Monagas (canal 4 VHF), y llegó a poseer estudios adicionales en ciudades como Lechería, Cumaná y Maturín.
El 31 de marzo de 1998, Telecaribe inauguró su señal en Carabobo, Aragua y Cojedes a través del canal 66 UHF y canal 50 UHF en Aragua Caracas canales 45 y 43 UHF; así como estudios en Valencia.
En 1999, Telecaribe se asoció con los canales Marte TV (Caracas), Telecentro (Barquisimeto) y Zuliana de Televisión (Ciudad Ojeda) para fundar la Red Nacional de Televisión, la cual tuvo poca duración.
En 2005, Telecaribe fue comprado por el empresario Arturo Sarmiento y fue relanzado como una red digital de canales regionales. Entre sus directores se encuentran Maximilian Camino y Víctor Jaramillo, miembros de la Sociedad Interamericana de Prensa.
En julio de 2010, fue clausurada la sede central en Porlamar como parte de una reestructuración. Ese mismo año, los hermanos Enrique y Bernardo Gómez vendieron sus acciones en el canal.
El 26 de abril de 2016, el Sindicato Nacional de Trabajadores de la Prensa de Venezuela (SNTP) repudió las agresiones que sufrieron diversos periodistas en la sede del CNE. El hecho ocurrió cuando cubrían la entrega de una carta por parte de dirigentes opositores al poder Electoral, en la cual solicitaron, por tercera vez, un referéndum revocatorio. Al bajar por la esquina de Pajaritos, periodistas de Telecaribe fueron atacados por grupos violentos. La periodista Antonieta La Rocca denunció que los despojaron de sus equipos.
El 18 de diciembre de 2019, agentes del Servicio Bolivariano de Inteligencia Nacional (SEBIN) cerraron la oficina en Puerto La Cruz de Telecaribe y las oficinas de Venepress. Los funcionarios le impidieron la entrada a los periodistas o el acceso a su equipo.

## Programación
El 60% de la programación de Telecaribe fue de producción original y está enfocada en las regiones en donde el canal emitía. Notiminuto, el noticiero del canal, contaba con tres emisiones diarias.